# さよなら、人類
『さよなら、人類』（En duva satt på en gren och funderade på tillvaron）は、ロイ・アンダーソン監督・脚本による2014年のスウェーデンのコメディ・ドラマ映画である。アンダーソンによる「リビング・トリロジー」の1つであり、『散歩する惑星』（2000年）、『愛おしき隣人』（2007年）から続く3作目である。第71回ヴェネツィア国際映画祭でプレミア上映され、最高賞である金獅子賞を獲得した。第88回アカデミー賞の外国語映画賞にはスウェーデン代表作としてエントリーされたが、ノミネートには至らなかった。
全39シーンを、固定キャメラ、1シーン1カットで撮影。CG全盛の時代に、ロケーションはなく巨大なスタジオにセットを組み、マットペイントを多用し、膨大な数のエキストラ（馬も）を登場させ、4年の歳月をかけて創り上げた。
日本では第27回東京国際映画祭の際に『実存を省みる枝の上の鳩』という題でも上映された。

## キャスト
- ニルス・ヴェストブロム - サム
- ホルゲル・アンデション - ヨナタン
- ヴィクトル・ギレンベルイーカール12世 (スウェーデン王)